# 北戴河駅
北戴河駅（ほくたいがえき）は中華人民共和国河北省秦皇島市北戴河区にある、中国鉄路総公司（CR）京哈線の駅。北京鉄路局所属の2等駅に設定されている。
当駅は旅客営業のみで貨物の取り扱いは無い。

## 乗り入れ路線
京哈線と津秦旅客専用線の2路線が乗り入れる。

## 駅構造
地上駅であり、京哈線と津秦旅客専用線でホームが分かれている。
京哈線は単式ホーム1面1線と島式ホーム2面4線を使用する。ホームは副本線にあり、中央の2線は通過線となっている。
津秦旅客専用線は単式ホーム1面1線と島式ホーム1面2線を使用する。ホームは副本線にあり、中央の2線は通過線となっている。

### のりば
| ホーム | 路線           | 行先                       |
| ------ | -------------- | -------------------------- |
| 1      | 京哈線         | 北京・上海・包頭方面       |
| 2・3   | 京哈線         | 北京・上海・包頭方面       |
| 4・5   | 京哈線         | 瀋陽北・ハルビン・大連方面 |
| 6・7   | 津秦客運専用線 | 天津方面                   |
| 8      | 津秦客運専用線 | 秦皇島・瀋陽北・大連方面   |

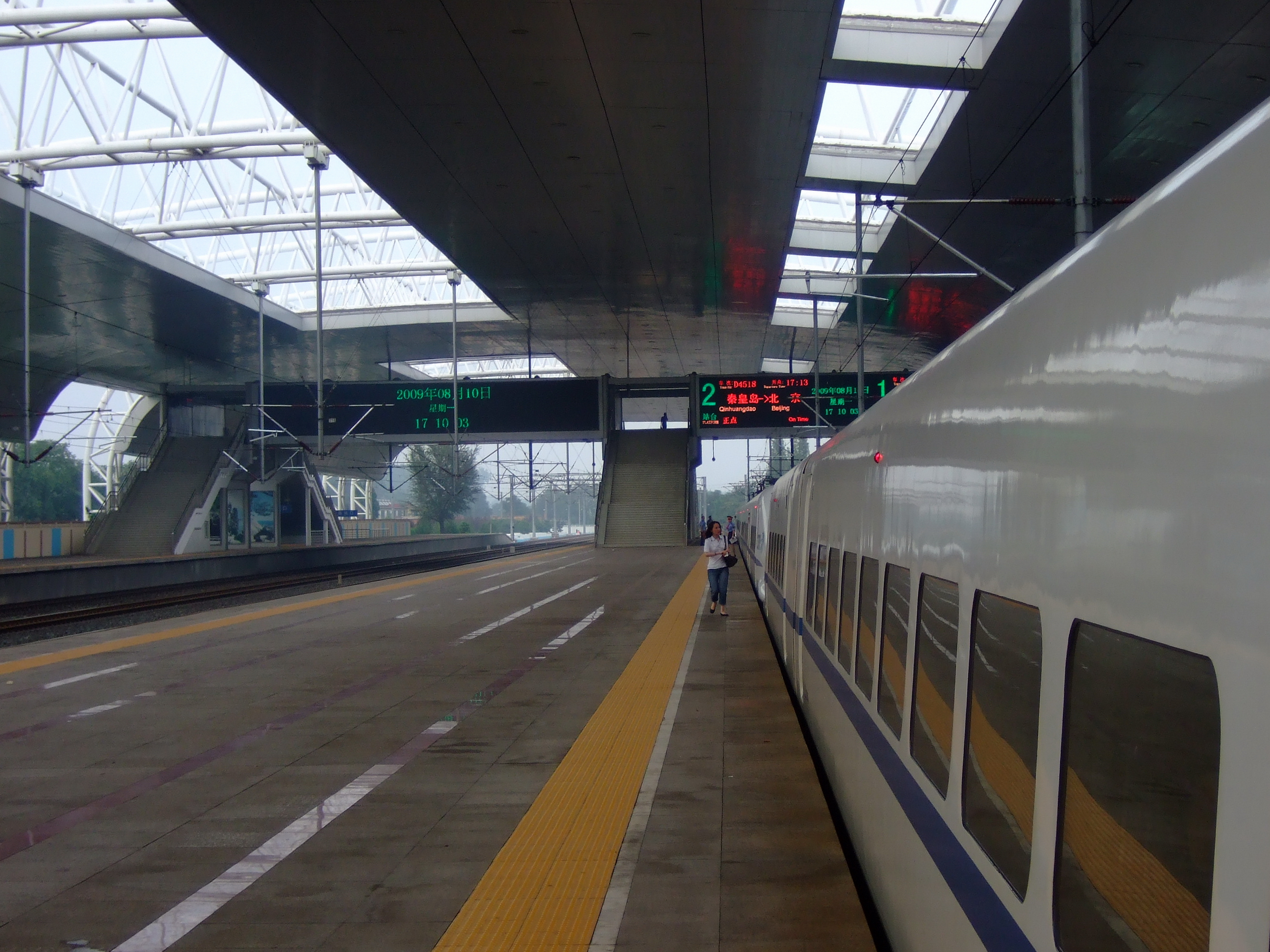
プラットホーム（2009年8月10日）

## 駅周辺
- 205国道（中国語版）
- 鼎福超市賓館
- 楽都匯超市
- 小太陽培訓学校
- 怡水園
- 戴河山水天域

## 歴史
- 1893年 - 開業。

## 隣の駅
中国鉄路総公司
京哈線
留守営駅 - 北戴河駅 - 南大寺駅
津秦旅客専用線
灤河駅 - 北戴河駅 - 秦皇島駅